# Therion
Therion är ett svenskt symphonic metal- eller goth metal-band, som blandar klassisk hårdrock med operasång och en symfoniorkester. Namnet är grekiska för "vilddjur".

## Historia
Therion bildades i Upplands Väsby 1987 under namnet Blitzkrieg, men bytte till Megatherion och lite senare till sitt nuvarande namn 1988. 
Från att i början vara helt inriktat på death metal-genren började bandet sin glidning mot att bli en mer avant garde-orienterad grupp med 1992 års Beyond Sanctorum. De två nästföljande albumen Ho Drakon Ho Megas och Lepaca Kliffoth var extremt experimenterande och bandets sättning varierade mellan varje skiva. 
Först det femte albumet, Theli, betraktas som Therions genombrottsskiva. Musiken hade då förändrats till en symfonisk opera med influenser från de senare årtiondena av 1900-talet.
Medlemsproblemen fortsatte och 1998 års Vovin spelades in som Christofers soloalbum, dock fortfarande under namnet Therion. Albumet var det första som spelades in med riktiga klassiska musikinstrument. Vovin skulle komma att bli Therions, hittills, bästsäljande album med över 125.000 sålda exemplar.
Therion har spelat in en låt om jezidismens gud Melek Taus som har uppmärksammats mycket bland yezidier runtom i världen. Även två andra låtar, Ritual Dance of the Yezidis och Voyage of Gurdieff har anknytning till denna kultur.

## Medlemmar
Nuvarande medlemmar

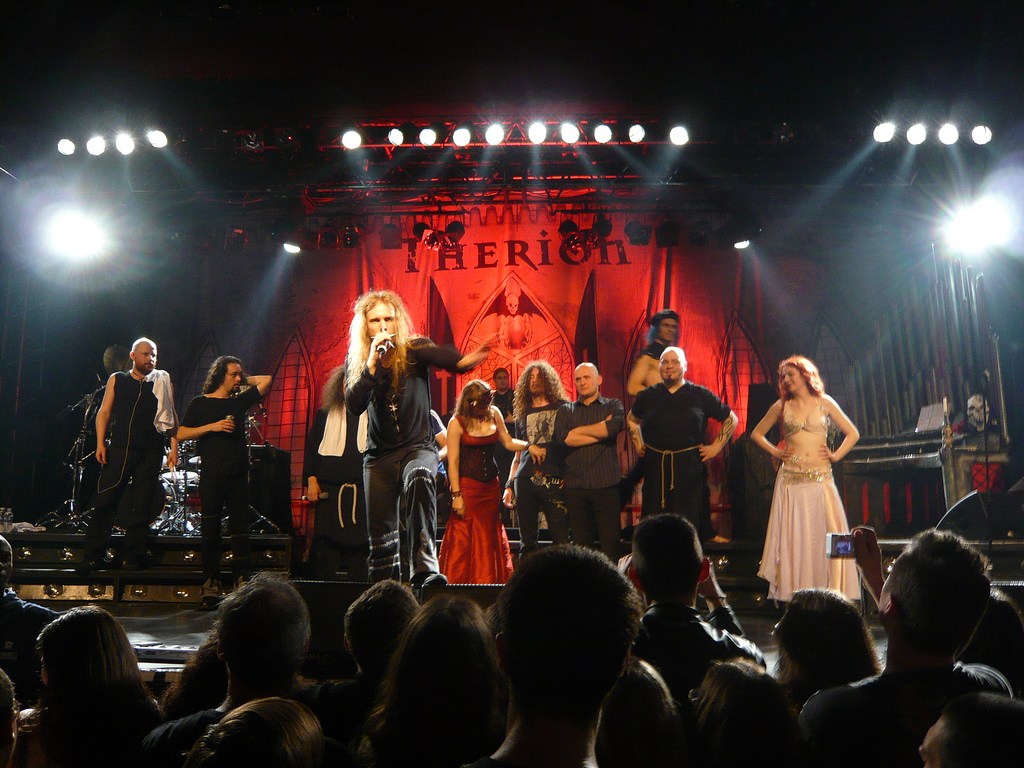
Paris, 22/12/2007.

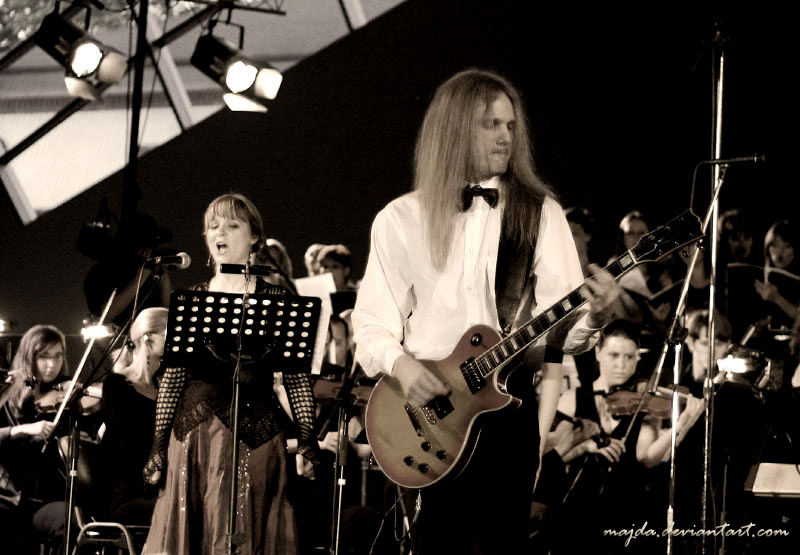
Lori Lewis och Christofer Johnsson med symfoniorkester 2007.

- Christofer Johnsson – gitarr, keyboard, sampling, musikarrangement (1987–), sång (1987–2006, 2011– )
- Sami Karppinen - drums (1998-2003, 2017–)
- Thomas Vikström – sång, flöjt (2009– )
- Nalle "Grizzly" Påhlsson – basgitarr (2008– )
- Christian Vidal – gitarr (2010– )
- Lori Lewis – sång (2011– )

Tidigare medlemmar
- Erik Gustafsson – basgitarr (1987–1991)
- Oskar Forss – trummor (1987–1992)
- Peter Hansson – gitarr, keyboard (1987–1993)
- Matti Kärki – sång (1989)
- Andreas "Wallan" Wahl – basgitarr (1993–1994)
- Piotr Wawrzeniuk – trummor, sång (1993–1996)
- Magnus Barthelson – gitarr (1993–1994)
- Fredrik Isaksson – basgitarr (1994–1995)
- Tommy Eriksson – trummor (1994), gitarr (1997–1998)
- Lars Rosenberg – basgitarr (1995–1996)
- Jonas Mellberg – gitarr, keyboard (1995–1996)
- Dan Lonard - keyboard (1994-1996)
- Kimberly Goss – keyboard, sång (1996–1997)
- Sarah Jezebel Deva – sång (1997–2002)
- Wolf Simon – trummor (1998–1999)
- Sami Karppinen – trummor (1998–2001, 2017– 2020)
- Johan Niemann – basgitarr (1999–2008)
- Kristian Niemann – gitarr (1999–2008)
- Richard Evensand – trummor (2001–2004)
- Petter Karlsson – trummor (2004–2008)
- Johan Koleberg – trummor (2008–2016)

Nuvarande livemedlemmar
- Linnéa Vikström – sång (2010– )
- Chiara Malvestiti – sång (2015– )

Därtill kommer de hundratals studiomusiker och körsångare som involveras i varje projekt. De flesta låttexter skrivs av Thomas Karlsson (grundare av ordenssällskapet Dragon Rouge, där även Christofer Johnsson tidigare var medlem).

## Diskografi
Demo
- 1989 – Paroxysmal Holocaust
- 1989 – Beyond the Darkest Veils Of Inner Wickedness
- 1990 – Time Shall Tell (House of Kicks Records)

Studioalbum
- 1991 – Of Darkness... (Deaf Records/Nuclear Blast)
- 1992 – Beyond Sanctorum (Active Records/Nuclear Blast)
- 1993 – Symphony Masses: Ho Drakon Ho Megas (Megarock/Nuclear Blast)
- 1995 – Lepaca Kliffoth (Nuclear Blast/Megarock)
- 1996 – Theli (Nuclear Blast)
- 1997 – A'arab Zaraq - Lucid Dreaming (Nuclear Blast)
- 1998 – Vovin (Nuclear Blast)
- 1999 – Crowning of Atlantis (Nuclear Blast)
- 2000 – Deggial (Nuclear Blast)
- 2001 – Secret of the Runes (Nuclear Blast)
- 2004 – Sirius B (Nuclear Blast)
- 2004 – Lemuria (Nuclear Blast)
- 2007 – Gothic Kabbalah (Nuclear Blast)
- 2010 – Sitra Ahra (Nuclear Blast)
- 2012 – Les Fleurs du Mal (Adulruna/End of the Light)
- 2018 – Beloved Antichrist (Nuclear Blast)
- 2021 – Leviathan (Nuclear Blast)
- 2022 – Leviathan II
- 2023 – Leviathan III

Livealbum
- 2002 – Live in Midgård (Nuclear Blast)
- 2006 – Live in Mexico (Nuclear Blast)
- 2008 – Live Gothic (Nuclear Blast)
- 2009 – The Miskolc Experience (Nuclear Blast)

EP
- 1990 – Time Shall Tell
- 2004 – Lemuria/Sirius B
- 2016 – Les Épaves

Singlar
- 1995 – "Beauty in Black" (Nuclear Blast)
- 1996 – "Siren of the Woods" (Nuclear Blast)
- 1998 – "Eye of Shiva" (Nuclear Blast)
- 2006 – "Wand of Abaris" (Nuclear Blast)
- 2013 – "Les Sucettes" (Songs from the Woods)

Samlingsalbum
- 2000 – The Early Chapters of Revelation (Nuclear Blast)
- 2001 – Bells of Doom (Therion Fanclub)
- 2004 – Lemuria / Sirius B (Nuclear Blast)
- 2005 – Atlantis Lucid Dreaming (Nuclear Blast)
- 2016 – Theli / Vovin (Nuclear Blast)
- 2016 – Order of the Dragon (5 x kassett box, Floga Records)
- 2018 – Blood of the Dragon (Stygian Crypt Productions)
- 2018 – The Nuclear Blast Recordings (6 x CD box Dissonance Productions)

Video
- 2006 – Celebrators of Becoming (4DVD + 2CD, Nuclear Blast)
- 2014 – Adulruna Rediviva and Beyond (3DVD, Nuclear Blast)
- 2015 – Garden of Evil (DVD Adulruna)